# Địa lý tự nhiên

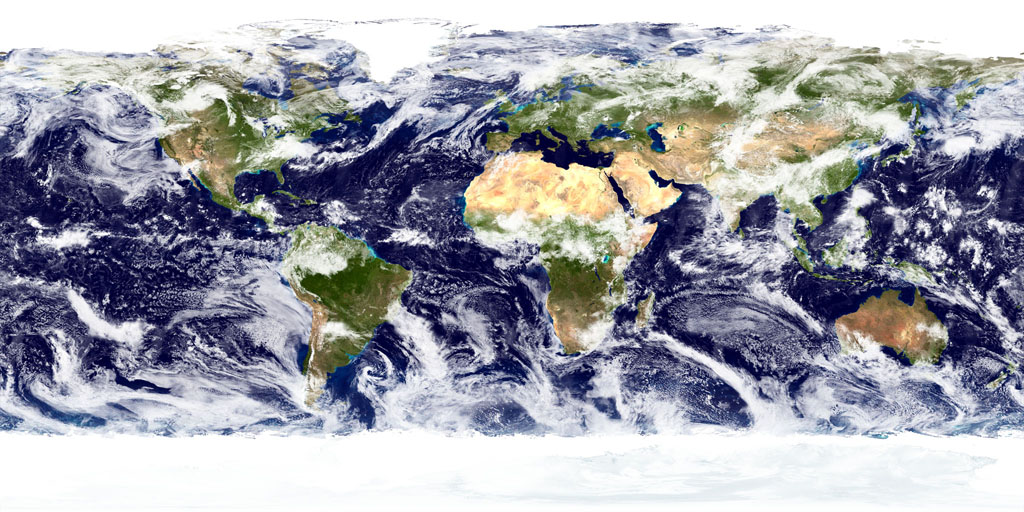
Hình ảnh màu thật của NASA về bề mặt và bầu khí quyển của Trái Đất.

Địa lý tự nhiên là một phân ngành của địa lý chủ yếu hoạt động trong lĩnh vực nghiên cứu hệ thống hóa các mô hình và quá trình diễn ra trong thủy quyển, sinh quyển, khí quyển và thạch quyển. Nó có ý định giúp người ta hiểu sự sắp xếp tự nhiên của Trái Đất, khí hậu và các kiểu mẫu hệ thực vật và động vật của nó. Nhiều lĩnh vực của địa lý tự nhiên sử dụng các kiến thức của địa chất học, cụ thể là trong nghiên cứu về phong hóa và xói mòn. Địa chất học các hành tinh khác trong hệ Mặt Trời.
Địa lý tự nhiên trong vai trò của một ngành khoa học thông thường tương phản và bổ sung cho ngành khoa học chị em của nó là Địa lý nhân văn.

## Các lĩnh vực của địa lý tự nhiên
| Lĩnh vực                               | Liên quan                  |
| -------------------------------------- | -------------------------- |
| Địa mạo học                            | Địa mạo                    |
| Thủy học                               | Chu trình nước, Nguồn nước |
| Sông băng học                          | Sông băng                  |
| Địa sinh học                           | Loài                       |
| Khí hậu học                            | Khí hậu                    |
| Thổ nhưỡng học                         | Đất                        |
| Các nghiên cứu vùng ven biển/đại dương | Bờ biển                    |
| Hải dương học                          | Đại dương và biển          |
| Đo đạc học                             | Lực hấp dẫn, Từ trường     |
| Cổ địa lý học                          | Trôi dạt lục địa           |
| Địa lý môi trường                      | Khoa học môi trường        |
| Sinh thái học cảnh quan                | Chu trình nitơ             |